# Koloniträdgård

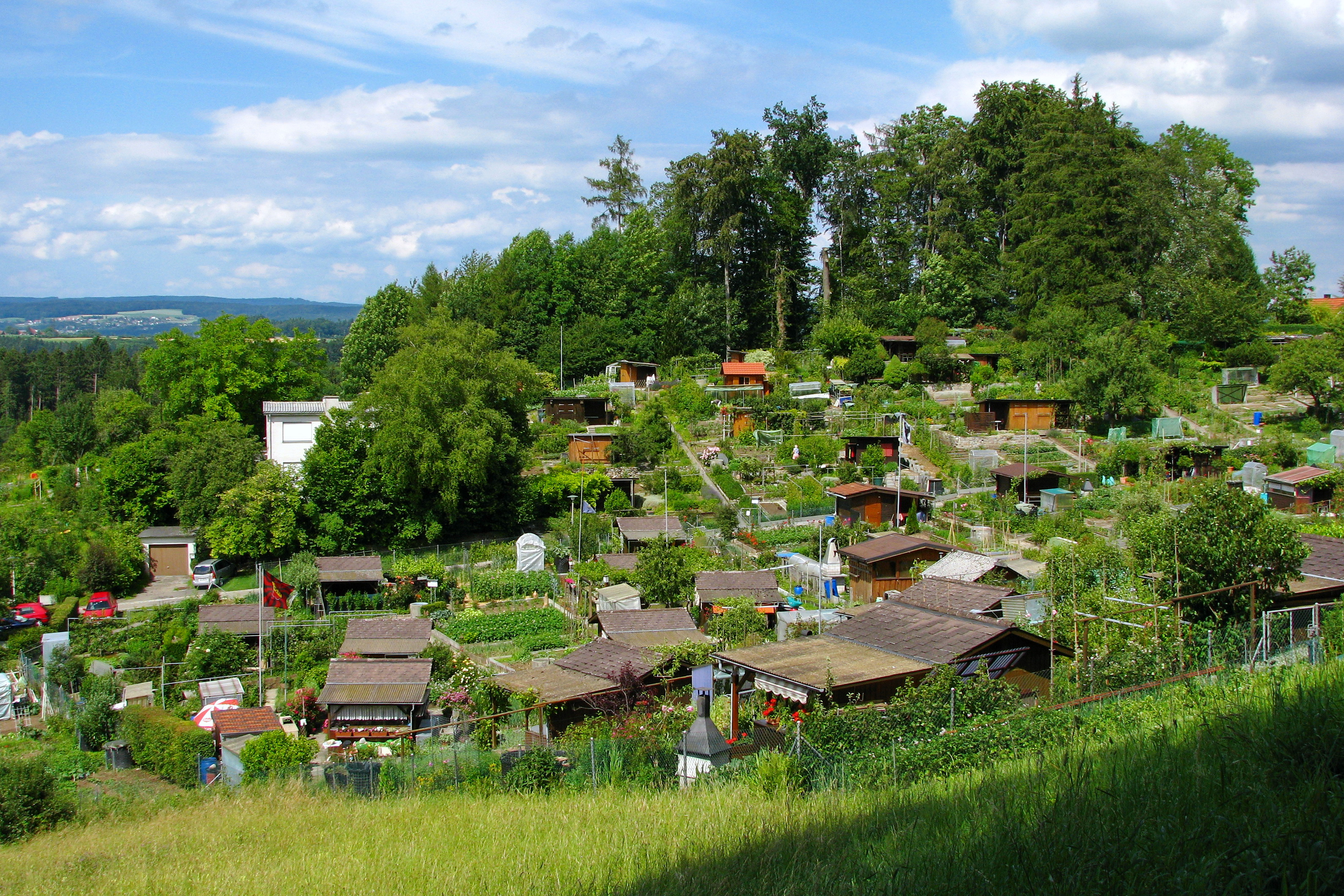
"Schrebergarten" (koloniträdgård) i Zürich.

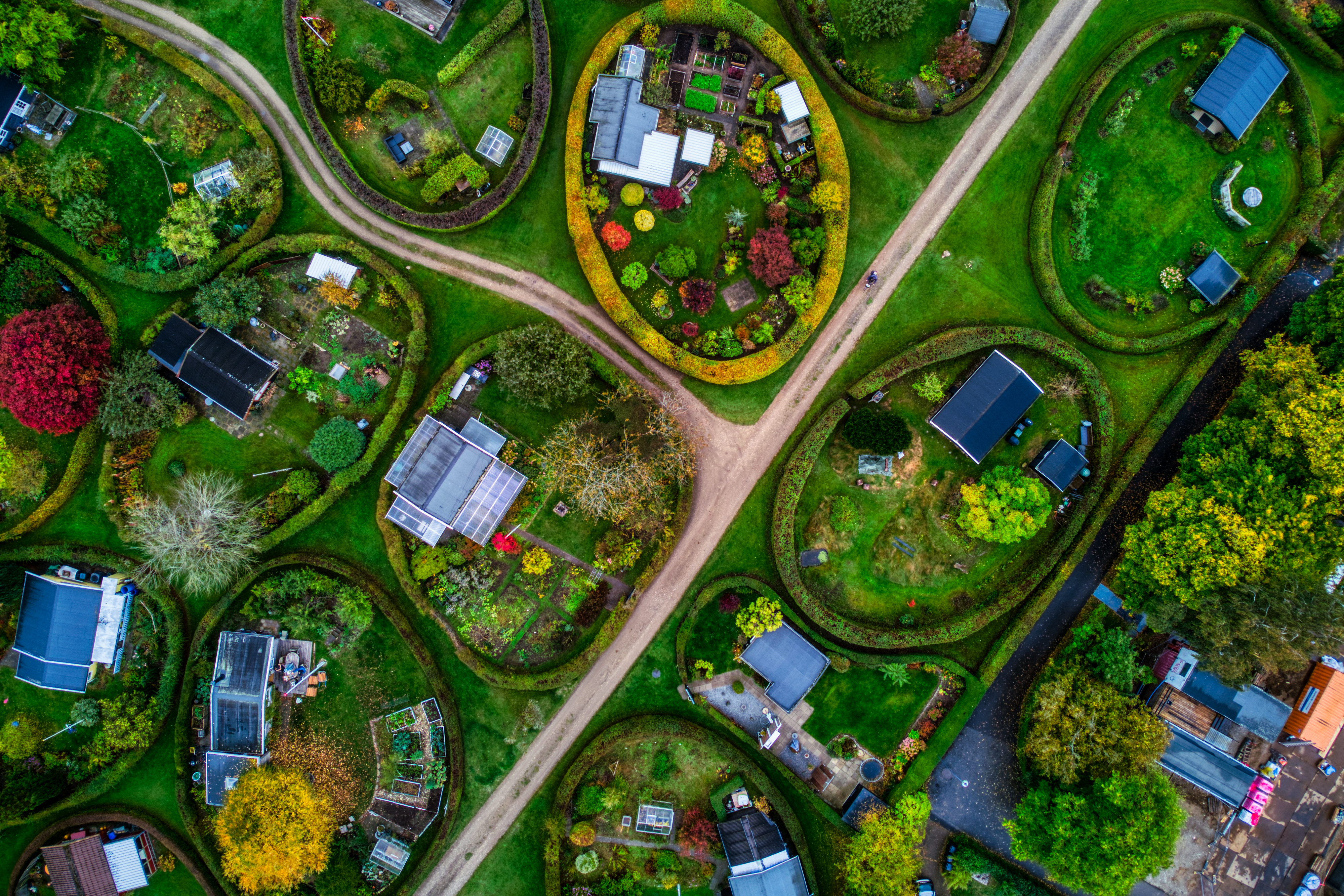
Nærum är känt för sina ovala kolonilotter ritade av Carl Theodor Sørensen 1948.

En koloniträdgård är ett stycke mark som delats in i mindre delar, kolonilotter, som hyrs ut till enskilda personer som odlar exempelvis grönsaker och andra växter där. Begreppet anknyter till ordet koloni (latin colonia, av colonus, "odlare", "nybyggare").
Flera generationer stadsbor har via koloniträdgårdarna fört odlingstraditionen vidare. Koloniträdgårdar och koloniträdgårdsverksamhet är en del av det svenska kulturarvet.

## Historik

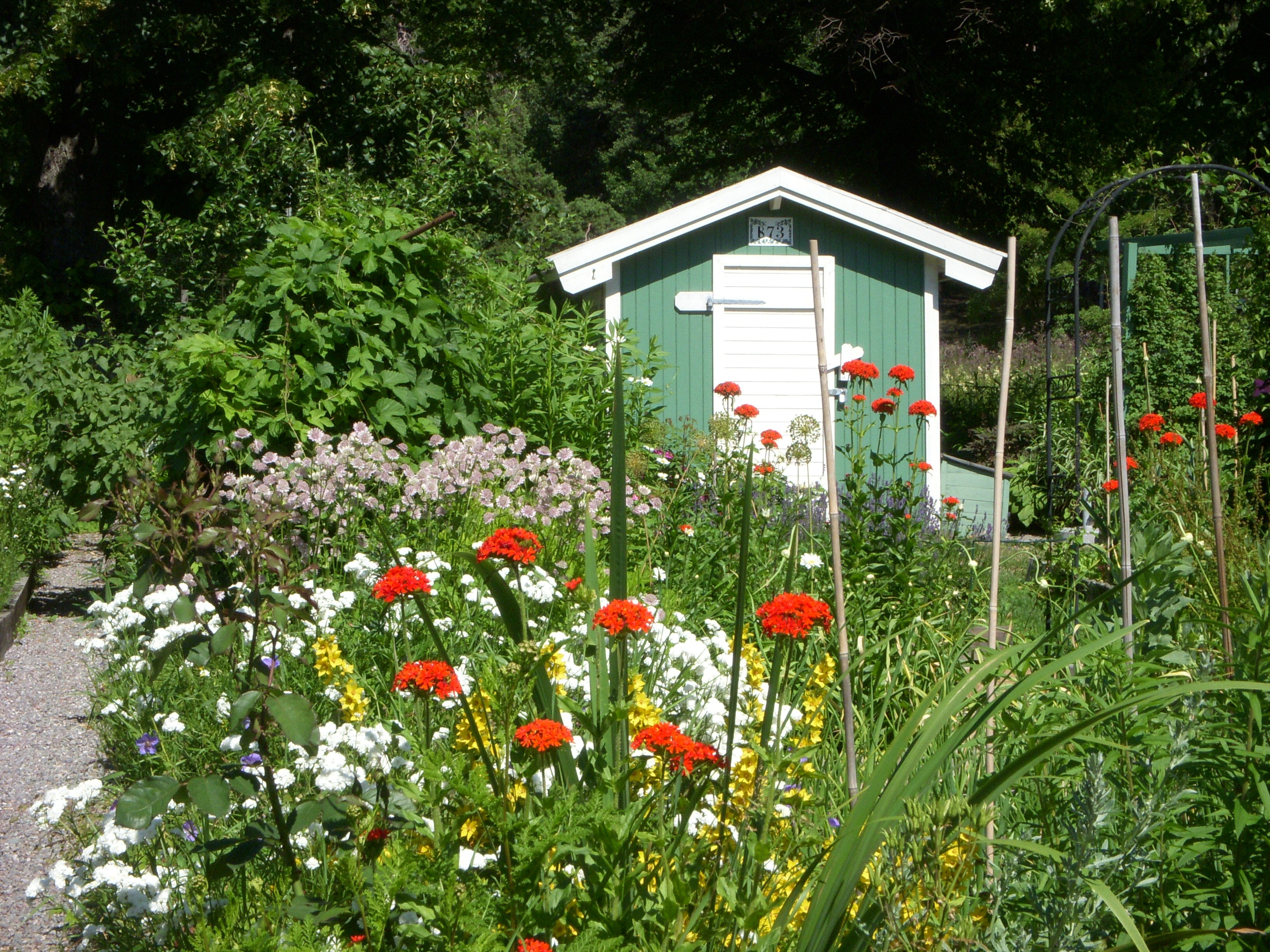
Söderbrunns koloniområde, Stockholms äldsta.

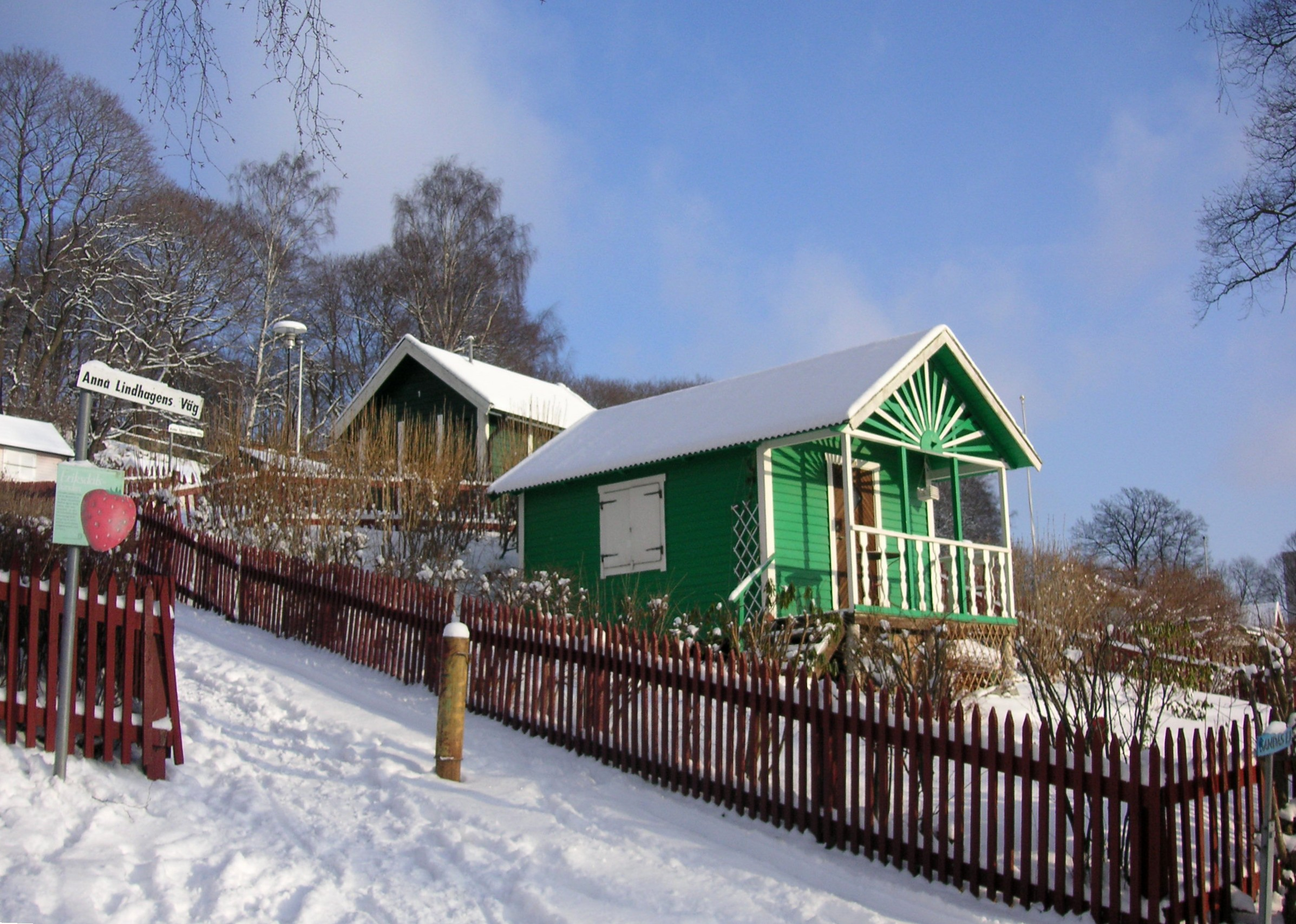
Eriksdalslunden anlades år 1906.

Koloniträdgårdar har funnits i Sverige i över 100 år, i andra delar av Europa något längre. 1800-talets städer var trånga och i lägenheterna bodde många personer, bostadsbristen var stor och försörjningen med frukt och grönsaker var dåligt tillgodosedd. Tanken var att ge storstadsbon en möjlighet att komma ut till sin egen lilla trädgård för att kunna odla frukt och grönsaker där och på så vis hålla nere livsmedelskostnaderna. Särskilt under första och andra världskriget blev koloniträdgårdarna en viktig försörjningskälla för befolkningen med potatis, frukt och grönt.
I slutet av 1800-talet kom nya strömningar från Europa, främst från Tyskland, där läkaren Moritz Schreber från Leipzig önskade att fattiga barnfamiljer skulle få möjlighet att komma ut i friska luften efter dagens arbete. Efter Schreber kallas koloniträdgårdar i Tyskland även Schrebergarten. Staten skulle tillhandahålla mark för koloniområden som kolonisterna kunde arrendera. 
År 1895 anlades de första svenska kolonilotterna i Skåne, dels Citadellkolonin i Landskrona, dels kolonin vid Pildammarna i Malmö. Kort därefter tillkom även ett koloniträdgårdsområde i Lund. Citadellkoloniet existerar fortfarande och är därmed Sveriges äldsta koloni som fortfarande är i drift. Kolonin i Malmö bestod i början av 68 lotter om 72 m² vardera. Efterfrågan var stor och snart var samtliga lotter utarrenderade. Men ett liknande område anlades ännu tidigare av Jonsereds fabriker utanför Göteborg för att arbetarna inte skulle flytta till Amerika. Det har sedan dess kallats just "Amerika" och finns kvar än i dag under detta namn. 
År 1905 startades Stockholms äldsta fortfarande existerande koloniträdgård på Norra Djurgården, som heter Koloniföreningen Söderbrunn. I resten av landet fick rörelsen stor spridning efter sekelskiftet 1900. År 1908 fanns det koloniträdgårdar i följande Svenska städer Nyköping, Halmstad, Trelleborg, Eslöv, Jönköping, Lund, Falun, Kristianstad, Linköping, Malmö, Stockholm, Örebro, Gävle, Uppsala, Norrköping och Göteborg. Redan 1916 fanns det koloniträdgårdar i 37 svenska städer. År 1917 fanns det närmare 6 000 kolonilotter bara i Stockholm, och där skördades bland annat runt 870 ton potatis. 
Till pionjärerna inom den svenska koloniträdgårdsrörelsen räknas två kvinnor; Anna Lindhagen och hennes väninna Anna Åbergsson. År 1906 bildades på Anna Lindhagens initiativ Föreningen koloniträdgårdar i Stockholm och där blev Anna Åbergsson kassör. När Stockholms stad övertog verksamheten 1921 blev Åbergsson föreståndare och efterträdde Anna Lindhagen. I Eriksdalslunden i Stockholm har båda en väg uppkallad efter sig.

## Nuläget
På kolonilotten kan det finnas en liten stuga, en friggebod eller ett redskapsskjul. Vad som får byggas och hur stort är reglerat. Ursprungliga syftet med koloniträdgårdar, att ge människor möjlighet till trädgårdsodling av frukt och grönt, har sedan 1950-talet ändrat karaktär från ren nyttoträdgård till mera av prydnadsträdgård (oftast en kombination av bådadera). I Sverige finns det idag (2007) cirka 300 koloniträdgårdsföreningar. De flesta arrenderar marken av sin kommun på långa kontrakt upp till 25 år. Områdena har vanligtvis offentliga vägar för att vara delvis öppna och därmed njutbara för alla.

## Bildgalleri

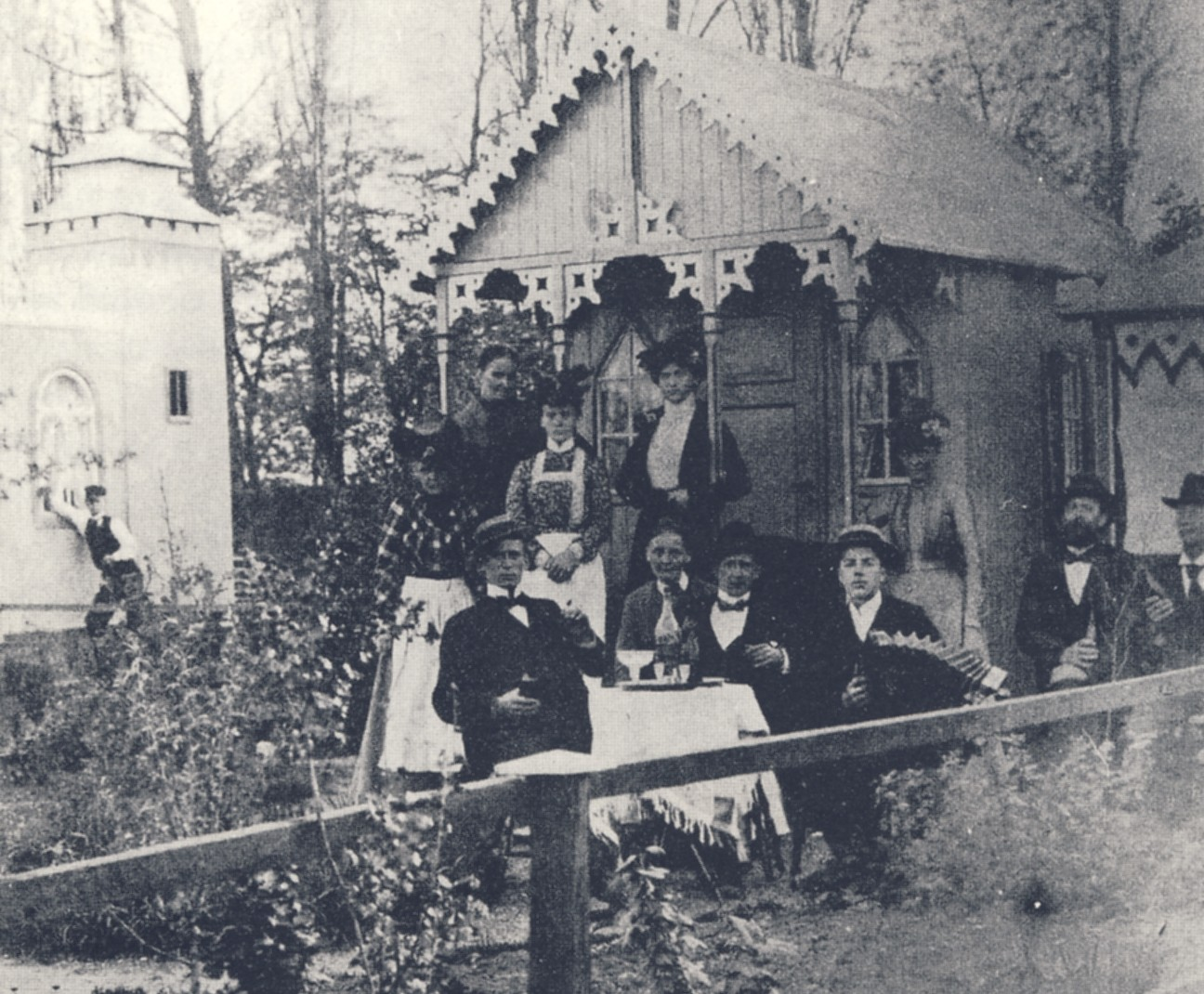
Pildammskolonin, Sveriges första kolonilotter som anlades 1895.
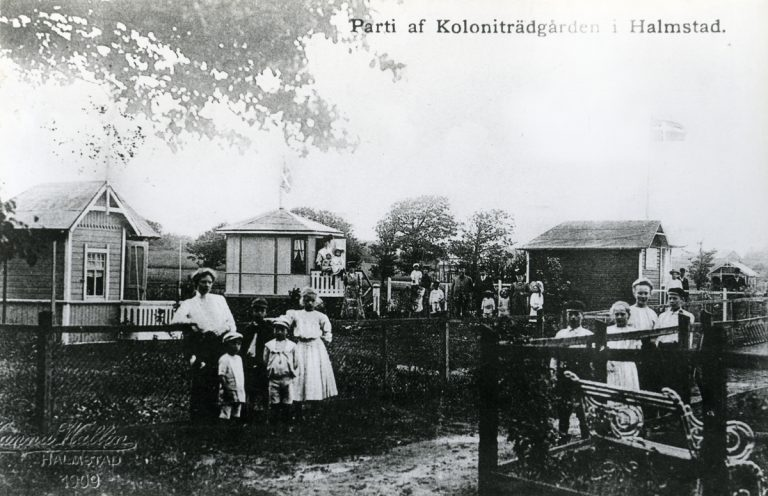
Koloniträdgård i nuvarande Gunillaparken i Halmstad, 1909. Fotogrtaf: Hanna Wallin.
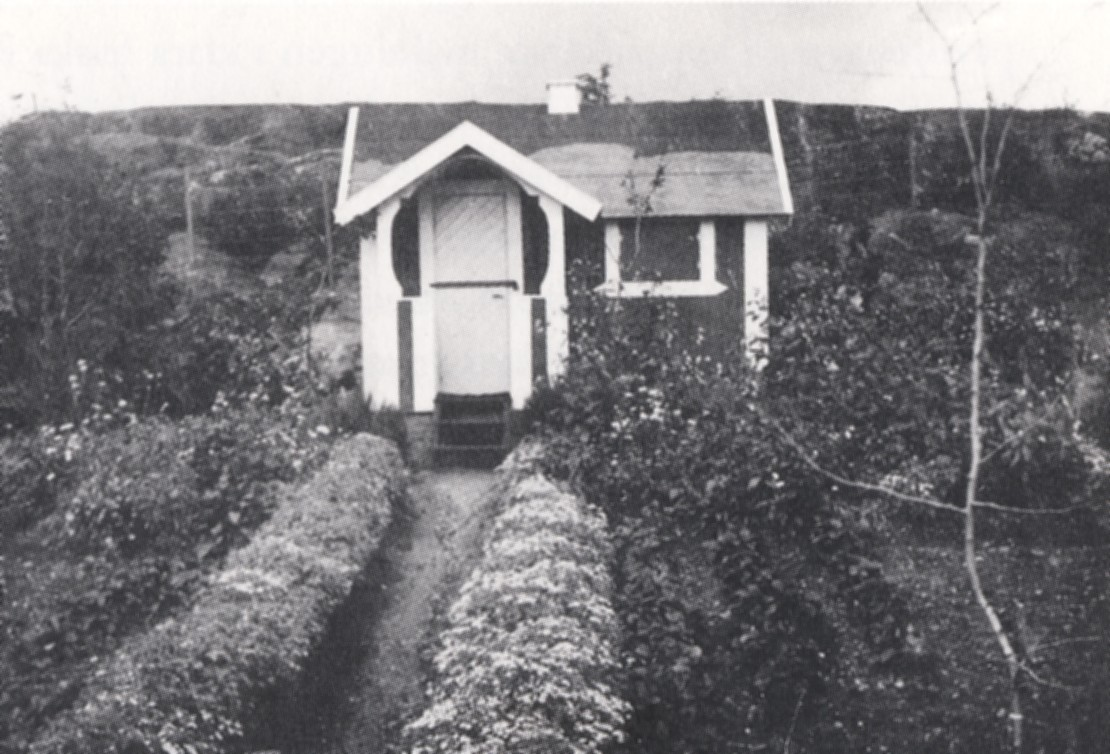
Äldre stuga på Tantolunden. En stuga av denna typ finns på Skansens koloniträdgård i Stockholm.